# لادیسلاو کونا
لادیسلاو کونا (اسلواکی: Ladislav Kuna; ۳ آوریل ۱۹۴۷ – ۱ فوریهٔ ۲۰۱۲) بازیکن و مربی فوتبال اهل چکسلواکی بود.
از باشگاه‌هایی که در آن بازی کرده‌است می‌توان به باشگاه فوتبال اسپارتاک ترناوا و باشگاه فوتبال آدمیرا واکر مودلینگ اشاره کرد.
وی همچنین در تیم ملی فوتبال چکسلواکی بازی کرده‌است.